# 京仁工業地帯
京仁工業地帯（けいじんこうぎょうちたい、キョンインこうぎょうちたい、朝鮮語: 경인공업지대）は韓国ソウル特別市から仁川広域市に連なる工業地帯。
ソウル特別市と仁川広域市を中心として、安養市、水原市、富川市、城南市、議政府市にかけて広がる韓国最大の工業地帯である。